# Daniel Tin-Wo Chow
Daniel Tin-Wo Chow (en chino, 周天和; pinyin, Zhōu Tiān Hé; jyutping, Zau1 Tin1 Wo4, Cantón, Gobierno de Beiyang, febrero de 1926-Boston, 26 de febrero de 2022) fue un teólogo y pastor hongkonés. También fue un traductor en el ámbito cristiano, especialmente en los estudios bíblicos y la literatura espiritual en China y Malasia. Su trayectoria abarcó diversos roles de liderazgo en instituciones educativas y religiosas, y su dedicación ha sido reconocida tanto en Hong Kong como en otras partes del mundo. Chow es recordado tanto por su obra académica como por su devoción pastoral, además de su contribución a la traducción y difusión de literatura espiritual.
Su influencia en la comunidad cristiana no se limita a la teología y la educación; ha dejado también un legado a través de sus escritos, que han sido valorados por su claridad, accesibilidad y profundidad espiritual. Su vida, marcada por un compromiso con la fe en medio de diversas adversidades, constituye un testimonio de perseverancia y dedicación.

## Biografía

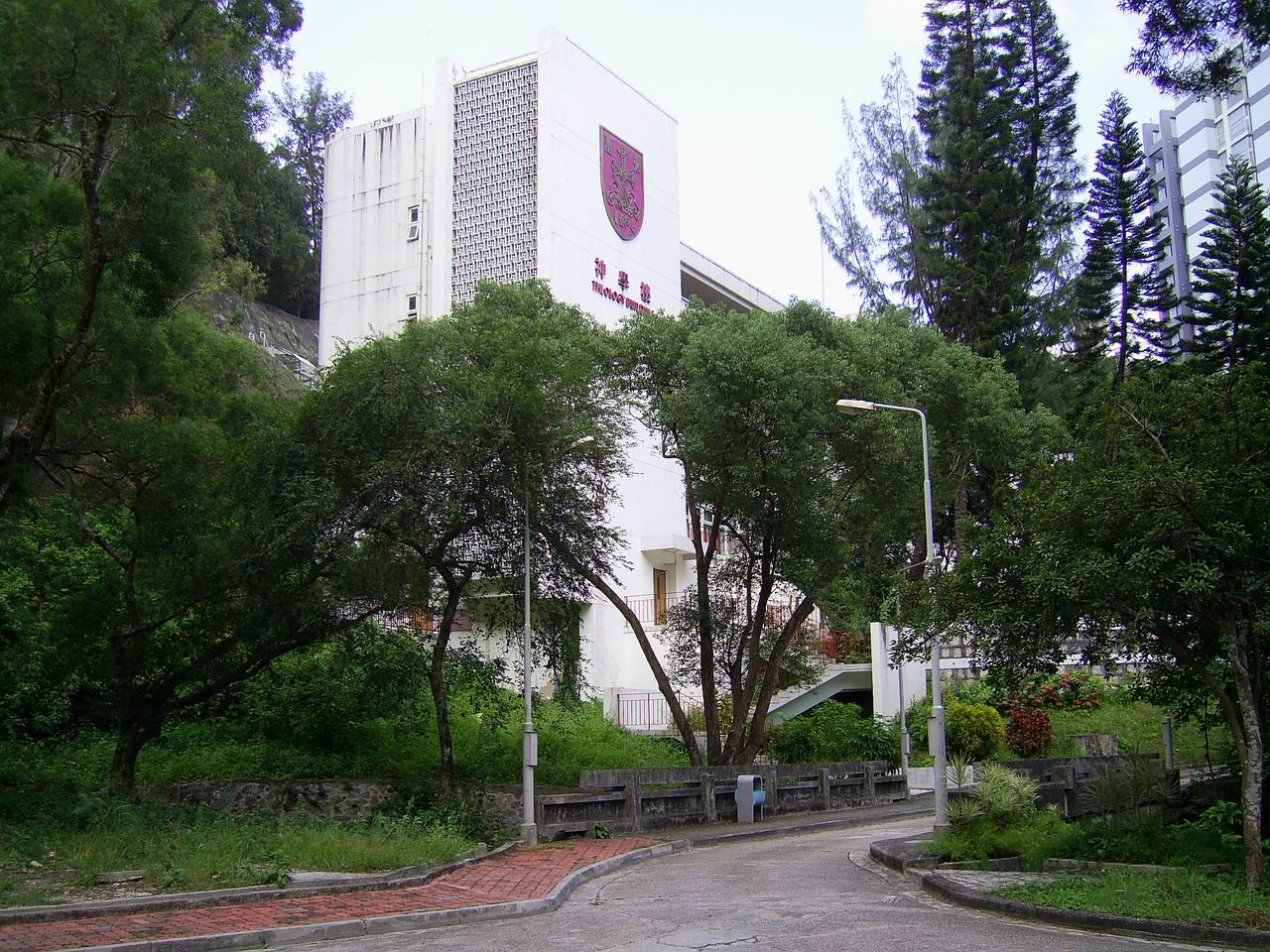
Edificio de Teología del Chung Chi College

Chow proviene de una familia profundamente comprometida con la fe cristiana y el ministerio religioso. Su padre, Zhou Wei Xin, y su tío, Zhou Ming Xin, jugaron roles en la expansión del cristianismo en China y Malasia, sentando una base sólida para la carrera de Chow en el ámbito religioso.
Chow realizó sus estudios superiores en teología, obteniendo una sólida preparación académica en diversas instituciones. Obtuvo una licenciatura en Divinidad del Gordon-Conwell Theological Seminary y una maestría en Teología en el Pittsburgh Theological Seminary, ambos en los Estados Unidos. Más adelante, alcanzó el doctorado en Teología de la Escuela de Teología de Posgrado del Sudeste Asiático en Filipinas, lo que consolidó su posición como un experto en estudios bíblicos y lo preparó para una carrera dedicada al ministerio y la docencia.
A lo largo de su vida, Chow ocupó posiciones de liderazgo en varias instituciones cristianas, tal como director de la sección de teología del Chung Chi College en la Universidad China de Hong Kong. Además, se desempeñó como pastor general en la iglesia Ching Chuen de Hong Kong, donde su labor pastoral tuvo un impacto en la comunidad local.
Después de su jubilación, Chow continuó su servicio en la iglesia Tsung Tsin de Hong Kong y trabajó en el Seminario Teológico de Sabah en Malasia. En los últimos años de su carrera, estableció su residencia en Boston (Estados Unidos), desde donde continuó colaborando con iglesias y liderando talleres de formación y predicación en diversas comunidades cristianas.
Hacia el final de su vida, Chow mantenía una vida activa en el ministerio, viajando con frecuencia para cumplir con compromisos de predicación y talleres en distintas iglesias, tanto en los Estados Unidos como en otros países. Su disposición a trasladarse largas distancias para continuar su labor pastoral reflejó su compromiso con la fe y la enseñanza cristiana.

## Obras

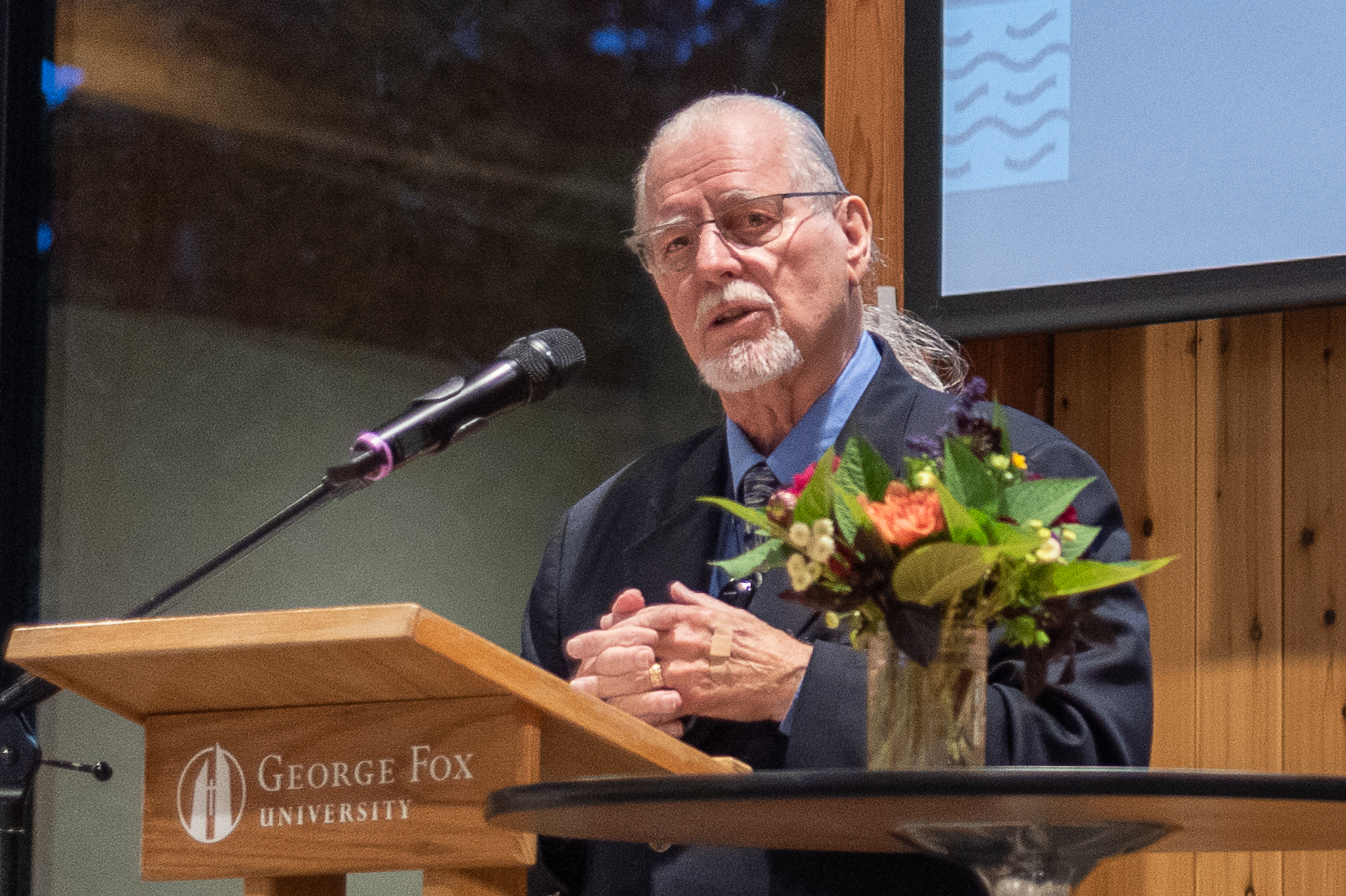
Richard Foster

Entre las contribuciones literarias de Chow se encuentra su traducción de Celebration of Discipline del teólogo cuáquero Richard Foster, un libro conocido por su enfoque sobre las disciplinas espirituales y su relevancia en la vida cristiana. Este trabajo de traducción, realizado en la década de 1980, es valorado por su precisión y fidelidad al mensaje original, lo cual permitió que la obra llegara a un público de habla china y fomentara un interés renovado en las prácticas espirituales en dicha comunidad.
Chow también es autor de Observando el viento y las nubes y su misión, una obra que compila sermones y reflexiones divididos en tres secciones: la vida y enseñanzas de Jesús, el crecimiento espiritual de los creyentes y recuerdos de personas influyentes en su vida cristiana. Este libro combina análisis bíblico con relatos ilustrativos y un estilo ameno, reflejando la habilidad de Chow para comunicar ideas profundas de manera accesible.
En su obra, Chow aborda temas como la perseverancia, la fe y la misión cristiana, inspirándose en textos bíblicos como Eclesiastés 11. Su mensaje central resalta la suficiencia de la gracia divina para sostener a los creyentes en medio de las adversidades, alentándolos a mantener su compromiso con la misión cristiana sin desfallecer.